# Ivor Powell
Ivor Verdun Powell (Bargoed, 5 luglio 1916 – 6 novembre 2012) è stato un allenatore di calcio e calciatore gallese, di ruolo centrocampista.

## Biografia
Suo figlio Barry è a sua volta stato un calciatore professionista.

## Caratteristiche tecniche
Era un'ala.

## Carriera

### Giocatore

#### Club
Powell, che lavorava come minatore e giocava a livello dilettantistico nel Bargoed (club della sua cittadina natale), nel 1936 inizia a giocare da professionista trasferendosi a Londra al Barnet; un anno più tardi passa al QPR, club della terza divisione inglese, con cui però esordisce in partite ufficiali solamente nella stagione 1938-1939, nella quale gioca 8 partite di campionato. Al termine della seconda guerra mondiale riprende a giocare sempre nel QPR, con cui nella stagione 1946-1947 realizza una rete in 41 presenze sempre in terza divisione, campionato che vince nella stagione 1947-1948, nella quale realizza un'ulteriore rete in 41 presenze. Nella stagione 1948-1949 dopo aver giocato 20 partite in seconda divisione viene ceduto per 17500 sterline all'Aston Villa, club di prima divisione, con cui conclude la stagione giocando 20 partite di campionato in questa categoria. Rimane poi all'Aston Villa anche nelle stagioni 1949-1950 e 1950-1951: nella prima delle due stagioni gioca da titolare fisso (42 presenze e 3 reti), mentre nellas seconda va a segno per 2 volte in 17 presenze. Nell'estate del 1951 lascia l'Aston Villa per diventare giocatore/allenatore del Port Vale, in terza divisione: dopo poche settimane (nelle quali gioca 6 partite), viene però esonerato e va a chiudere la stagione ai semiprofessionisti gallesi del Barry Town, con cui vince la Welsh League Division Two. A fine stagione torna a giocare nella terza divisione inglese, al Bradford City, dove è nuovamente giocatore/allenatore. Si ritira al termine della stagione 1954-1955, all'età di 39 anni.

#### Nazionale
Tra il 1946 ed il 1950 ha giocato 8 partite nella nazionale gallese.

### Allenatore
Dopo le due già citate esperienze da giocatore/allenatore a Port Vale e Bradford City, nella stagione 1960-1961 accetta il suo primo incarico solamente da allenatore, andando ad allenare il Carlisle Utd in quarta divisione. Al termine della stagione 1961-1962 conquista una promozione in terza divisione, categoria in cui quindi allena nella stagione successiva. Dopo una stagione come vice di Don Revie al Leeds Utd va ad allenare i semiprofessionisti del Bath City, nella Southern Football League (all'epoca una delle principali leghe calcistiche inglesi al di fuori della Football League). Lascia i Romans al termine della stagione 1966-1967, ed in seguito nel 1968 allena per un breve periodo il PAOK, club della prima divisione greca: si tratta di fatto della sua ultima parentesi da allenatore. In seguito lavora infatti esclusivamente come vice del Team Bath (il club dilettantistico riservato esclusivamente agli studenti dell'Università di Bath), dove rimane in carica come vice allenatore addirittura fino al 2010, quando all'età di 93 anni abbandona l'incarico (nel frattempo nel 2002 era anche diventato presidente del club, incarico che ha a sua volta mantenuto fino al 2010).

## Palmarès

### Giocatore

#### Competizioni nazionali
- Third Division South: 1

QPR: 1947-1948
- Welsh League Division Two: 1

Barry Town: 1951-1952

### Allenatore

#### Competizioni regionali
- Somerset Premier Cup: 1

Bath City: 1965-1966